# Aszteriosz (író)
Aszteriosz (kb. 350 – 410 körül) ókeresztény író.
Kappadókiából származott, a szíriai Amaszea püspöke volt. Az arianizmus egyik első képviselője lehetett, de az ezt taglaló Szüntagmation ('Értekezés') című írásának csak töredékei maradtak fenn. Ismert erkölcsi kérdésekkel foglalkozó harmincegy homíliája, ami alapján feltételezhető, hogy kiváló rétor lehetett.